# The Lawyer
The Lawyer est un magazine d'information juridique londonien à destination des dirigeants de cabinets d'avocats, avocats d'affaires et juristes d'entreprise.

## Histoire
The Lawyer a été lancé en 1987 par Centaur Media plc. Après trente ans de publication hebdomadaire, la fréquence de publication devient mensuelle en mai 2017.
The Lawyer possède une marque en ligne dérivée pour les étudiants et les futurs avocats appelée Lawyer 2B.
En plus du site Web d'actualités et d'analyses juridiques TheLawyer.com, les produits d'information de The Lawyer incluent Signal et Litigation Tracker.
Litigation Tracker a été lancé en 2019 et publie des actualités et des analyses sur les litiges, et maintient une base de données consultable des données sur les affaires et les réclamations de quinze hautes juridictions britanniques.
La plupart du contenu du site d'actualités TheLawyer.com est payant,, nécessitant un abonnement personnel ou d'entreprise pour y accéder.

## Rédacteurs
Lindsay Greig en a été la rédactrice en chef depuis sa création en 1987 jusqu'en 1991.